# فیلم‌شناسی اوه یون سو
اوه یون سو (کره‌ای: 오연서؛ زادهٔ ۲۲ ژوئن ۱۹۸۷) بازیگر اهل کره جنوبی است.

## فیلم
| سال  | عنوان کره‌ای      | عنوان               | نقش              | منابع       |
| ---- | ---------------- | ------------------- | ---------------- | ----------- |
| ۲۰۰۷ | 허브             | سبزی                | معلم زن          |             |
| ۲۰۰۷ | 두사람이다       | شخصی پشت سر تو      | جونگ اون کیونگ   | [ ۱ ]       |
| ۲۰۰۷ | 울어도 좋습니까? | میتونم گریه کنم؟    |                  |             |
| ۲۰۰۸ | 울학교 이티      | ئی.تی. مدرسه ما     | سو جین           | [ ۲ ]       |
| ۲۰۰۹ | 여고 괴담 ۵      | سوگند خون           | یو جین           | [ ۳ ]       |
| ۲۰۱۰ | 반가운 살인자    | هپی کیلرز           | مدل مجله         |             |
| ۲۰۱۱ | 소중한 날의 꿈   | روزهای سبز          | هان سو مین (صدا) | [ ۴ ]       |
| ۲۰۱۲ | 저시트 프렌즈    | فقط دوستان          | سونگ اون جی      | [ ۵ ]       |
| ۲۰۱۶ | 국가대표۲        | تیک آف ۲            | پارک چه گیونگ    | [ ۶ ]       |
| ۲۰۱۸ | 치즈인더트랩     | پنیر در تله         | هونگ سول         | [ ۷ ] [ ۸ ] |
| ۲۰۲۲ | 압꾸정           | مردان جراحی پلاستیک | گیو اوک          | [ ۹ ]       |

## مجموعه تلویزیونی
| سال       | عنوان                        | نقش                                 | شبکه        | منابع         |
| --------- | ---------------------------- | ----------------------------------- | ----------- | ------------- |
| ۲۰۰۳      | شارپ ۱                       | لی یه ریم                           | کی‌بی‌اس۲     |               |
| ۲۰۰۳      | بی‌وقفه ۴                     | حضور افتخاری (قسمت ۳۳)              | ام‌بی‌سی      |               |
| ۲۰۰۶      | غریب‌تر از بهشت               |                                     | اس‌بی‌اس      |               |
| ۲۰۰۶      | عشق و نفرت                   |                                     | اس‌بی‌اس      |               |
| ۲۰۰۷      | اچ. آی. تی                   | سون سونگ اوک                        | ام‌بی‌سی      | [ ۱۰ ]        |
| ۲۰۰۷      | جنگ پول                      | پارک اون جی (حضور افتخاری - قسمت ۷) | اس‌بی‌اس      |               |
| ۲۰۰۸      | دراما سیتی «LoveForSale.com» | چوی هی جو                           | کی‌بی‌اس۲     | "             |
| ۲۰۰۸      | کاسه سفالی برگشتی            | سو سوجین                            | کی‌بی‌اس۲     | [ ۱۲ ]        |
| ۲۰۰۸      | شاه سجونگ بزرگ               | او ری                               | کی‌بی‌اس۲     | [ ۱۳ ]        |
| ۲۰۱۰      | تاجر بزرگ                    | لی اون                              | کی‌بی‌اس۱     | [ ۱۴ ]        |
| ۲۰۱۰      | جذابیت بیشتر در روز          | روح با کفش‌های قرمز                  | ام‌بی‌سی      |               |
| ۲۰۱۰      | افسانه دونگ‌یی                | ملکه این‌وون                         | ام‌بی‌سی      | [ ۱۵ ]        |
| ۲۰۱۱      | صورت بچگانه زیبا             | لی سو جین                           | کی‌بی‌اس۲     | [ ۱۶ ]        |
| ۲۰۱۲      | خانواده جدید                 | بانگ مال سوک                        | کی‌بی‌اس۲     | [ ۱۷ ]        |
| ۲۰۱۲      | آقای اوه اینجاست             | نا گونگ جو                          | ام‌بی‌سی      | [ ۱۸ ]        |
| ۲۰۱۳      | تیم برتر پزشکی               | چوی آه جین                          | ام‌بی‌سی      | [ ۱۹ ] [ ۲۰ ] |
| ۲۰۱۴      | جانگ بوری اینجاست!           | جانگ بو ری                          | ام‌بی‌سی      | [ ۲۱ ]        |
| ۲۰۱۵      | بدرخش یا دیوانه شو           | شین یول/گه‌بونگ                      | ام‌بی‌سی      | [ ۲۲ ] [ ۲۳ ] |
| ۲۰۱۶      | برگرد آجوشی                  | هان هونگ نان                        | اس‌بی‌اس      | [ ۲۴ ]        |
| ۲۰۱۷      | دختر پرروی من                | پرنسس هه‌میونگ                       | اس‌بی‌اس      | [ ۲۵ ]        |
| ۲۰۱۷–۲۰۱۸ | ادیسه کره‌ای                  | جین سون می                          | تی‌وی‌ان      | [ ۲۶ ]        |
| ۲۰۱۹–۲۰۲۰ | نواقص عشق                    | جو سو یون                           | ام‌بی‌سی      | [ ۲۷ ]        |
| ۲۰۲۱      | دیوانه برای هم               | لی مین کیونگ                        | کاکائو تی‌وی | [ ۲۸ ]        |
| ۲۰۲۲      | کافه مینامدانگ               | هان جه هی                           | کی‌بی‌اس۲     | [ ۲۹ ]        |

## برنامه تلویزیونی
| سال  | عنوان                 | نقش               | توضیحات      | شبکه   | منابع         |
| ---- | --------------------- | ----------------- | ------------ | ------ | ------------- |
| ۲۰۱۲ | ما ازدواج کردیم فصل ۴ | عضو گروه بازیگران | همراه لی جون | ام‌بی‌سی | [ ۳۰ ] [ ۳۱ ] |
| ۲۰۱۶ | بویز ۲۴               | مجری              |              | ام‌نت   | [ ۳۲ ]        |

## حضور در موزیک ویدئوها
| سال  | آرتیست                 | نام آهنگ                                                |
| ---- | ---------------------- | ------------------------------------------------------- |
| ۲۰۰۲ | لاو                    | «هنوز باورت دارم» (I Still Believe in You)              |
| ۲۰۰۲ | لاو                    | «دختر پرتغالی» (Orange Girl)                            |
| ۲۰۰۳ | ماستا وو با همکاری سون | «سفید» (White)                                          |
| ۲۰۰۶ | بیگ ماما               | «اشکال نداره» (Never Mind)                              |
| ۲۰۰۶ | بی‌جی‌اچ‌فور              | «لطفاً» (Please)                                         |
| ۲۰۰۷ | کیم جانگ-هون           | «لبخند بزن، چون من یک مردم» (Smile, Because I Am a Man) |
| ۲۰۰۸ | فلای تو اسکای          | «حقیقت مست» (Drunken Truth)                             |
| ۲۰۰۸ | بیگ بنگ                | «با تو» (With U)                                        |
| ۲۰۰۹ | ایم چانگ-جونگ          | «ندیدن طولانی» (Long Time No See)                       |
| ۲۰۰۹ | ایم جه-بوم             | «به خاطر عشق» (Because of Love)                         |
| ۲۰۱۰ | توای‌ام                 | «جواب تماسم رو نمیدی» (You Wouldn't Answer My Call)     |
| ۲۰۱۱ | کیم هیونگ جون          | «اوه آه!» (Oh Ah!)                                      |
| ۲۰۱۲ | ئی‌توآرئی               | «آهنگ غمناک شب طولانی» (Deep Night Sad Song)            |